# 晴れゆく空
『晴れゆく空』（はれゆくそら）は、日本国の漫画家、谷口ジローの漫画作品である。2017年にフランスでテレビドラマ化された。

## 概説
谷口ジローは、上手く物語を膨らませることができず、後悔が残る作品だったと自戒している。

## 受賞
- 2008年：第8回ロミックス、大賞、イタリア[2]。

## あらすじ
男が病院で目醒めると、意識は交通事故の相手の身体にあった。

## 初出
『週刊ヤングジャンプ』の第26巻第30号（2004年7月24日（33）号）から第26巻第35号（2004年9月9日（39）号）までと、第26巻第37号（2004年9月23日（41）号）から第26巻第39号（2004年10月7日（43）号）までと、第26巻第44号（2004年11月11日（48）号）から第26巻第46号（2004年11月25日（50）号）までの各号に掲載された。

## 単行本
フランス語のほか、イタリア語、ドイツ語、オランダ語及び朝鮮語に翻訳された。
日本語
- 『晴れゆく空』集英社〈ヤングジャンプ・コミックス〉、2005年12月。ISBN 4-08-877008-0。
- 『晴れゆく空』集英社〈集英社文庫〉、2009年11月。ISBN 978-4-08-619061-9。
- 『晴れゆく空 ママ、ドント クライ エンジェル・エンジン』集英社〈谷口ジローコレクション〉、2022年9月。ISBN 978-4-08-792761-0。

フランス語
- Un ciel radieux. Editions Casterman. 2006年9月8日. ISBN 2-20339641-5。
- Un ciel radieux. Editions Casterman. 2017年11月1日. ISBN 978-2-20314142-1。

イタリア語
- Un cielo radioso. Maschera Gialla. Coconino Press. 2008年. ISBN 978-88-7618-071-2。

## テレビドラマ
フランスのテレビジョン放送局アルテで、原作と同名の90分余の単発テレビドラマ作品が、2017年に放送された。作品の最後には、同年に歿した谷口ジローに捧ぐ一文が表示された。
- Un ciel radieux (Téléfilm). EuropaCorp Télévision. 2017年10月6日. 2023年12月27日閲覧。

## 脚註